# Sortosville
Sortosville est une commune française, située dans le département de la Manche en région Normandie, communément appelée Sortosville-Bocage pour la différencier de Sortosville-en-Beaumont, aussi dans le département de Manche. Elle est peuplée de 78 habitants.

## Géographie
Couvrant 248 hectares, le territoire de Sortosville était le moins étendu du canton de Montebourg.
| Huberville              | Saint-Cyr   | Saint-Cyr |
| Flottemanville          | Sortosville | Saint-Cyr |
| Flottemanville, Hémevez | Hémevez     | Saint-Cyr |

### Hydrographie
La commune est située dans le bassin Seine-Normandie. Elle est drainée par le cours d'eau 01 de la commune d'Hemevez, la Sinope et le fossé 01 de la commune d'Huberville,,.

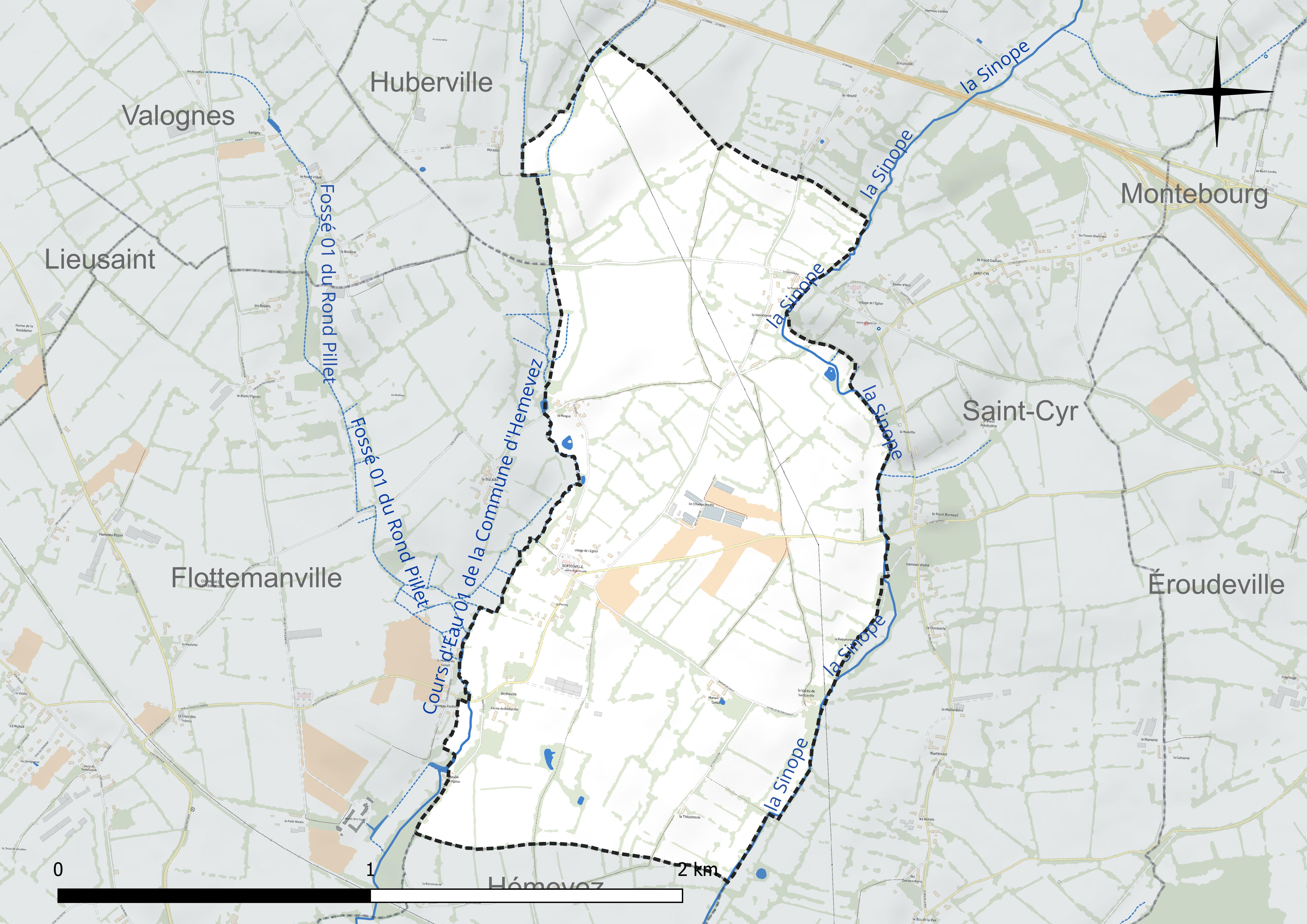
Réseau hydrographique de Sortosville.

### Climat
Pour des articles plus généraux, voir Climat de la Normandie et Climat de la Manche.
En 2010, le climat de la commune est de type climat océanique franc, selon une étude du CNRS s'appuyant sur une série de données couvrant la période 1971-2000. En 2020, Météo-France publie une typologie des climats de la France métropolitaine dans laquelle la commune est exposée à un climat océanique et est dans la région climatique  Normandie (Cotentin, Orne), caractérisée par une pluviométrie relativement élevée (850 mm/a) et un été frais (15,5 °C) et venté. Parallèlement le GIEC normand, un groupe régional d’experts sur le climat, différencie quant à lui, dans une étude de 2020, trois grands types de climats pour la région Normandie, nuancés à une échelle plus fine par les facteurs géographiques locaux. La commune est, selon ce zonage, exposée à un « climat maritime », correspondant au Cotentin et à l'ouest du département de la Manche, frais, humide et pluvieux, où les contrastes pluviométrique et thermique sont parfois très prononcés en quelques kilomètres quand le relief est marqué.
Pour la période 1971-2000, la température annuelle moyenne est de 10,9 °C, avec une amplitude thermique annuelle de 11,2 °C. Le cumul annuel moyen de précipitations est de 934 mm, avec 13,9 jours de précipitations en janvier et 7,3 jours en juillet. Pour la période 1991-2020, la température moyenne annuelle observée sur la station météorologique la plus proche, située sur la commune de Gonneville-Le Theil à 18 km à vol d'oiseau, est de 11,0 °C et le cumul annuel moyen de précipitations est de 940,4 mm,. Pour l'avenir, les paramètres climatiques de la commune estimés pour 2050 selon différents scénarios d’émission de gaz à effet de serre sont consultables sur un site dédié publié par Météo-France en novembre 2022.

## Urbanisme

### Typologie
Au 1er janvier 2024, Sortosville est catégorisée commune rurale à habitat dispersé, selon la nouvelle grille communale de densité à sept niveaux définie par l'Insee en 2022. Elle est située hors unité urbaine. Par ailleurs la commune fait partie de l'aire d'attraction de Cherbourg-en-Cotentin, dont elle est une commune de la couronne,. Cette aire, qui regroupe 77 communes, est catégorisée dans les aires de 50 000 à moins de 200 000 habitants,.

### Occupation des sols
L'occupation des sols de la commune, telle qu'elle ressort de la base de données européenne d’occupation biophysique des sols Corine Land Cover (CLC), est marquée par l'importance des territoires agricoles (100 % en 2018), une proportion identique à celle de 1990 (100 %). La répartition détaillée en 2018 est la suivante : zones agricoles hétérogènes (55 %), terres arables (31,6 %), prairies (13,4 %). L'évolution de l’occupation des sols de la commune et de ses infrastructures peut être observée sur les différentes représentations cartographiques du territoire : la carte de Cassini (XVIIIe siècle), la carte d'état-major (1820-1866) et les cartes ou photos aériennes de l'IGN pour la période actuelle (1950 à aujourd'hui).

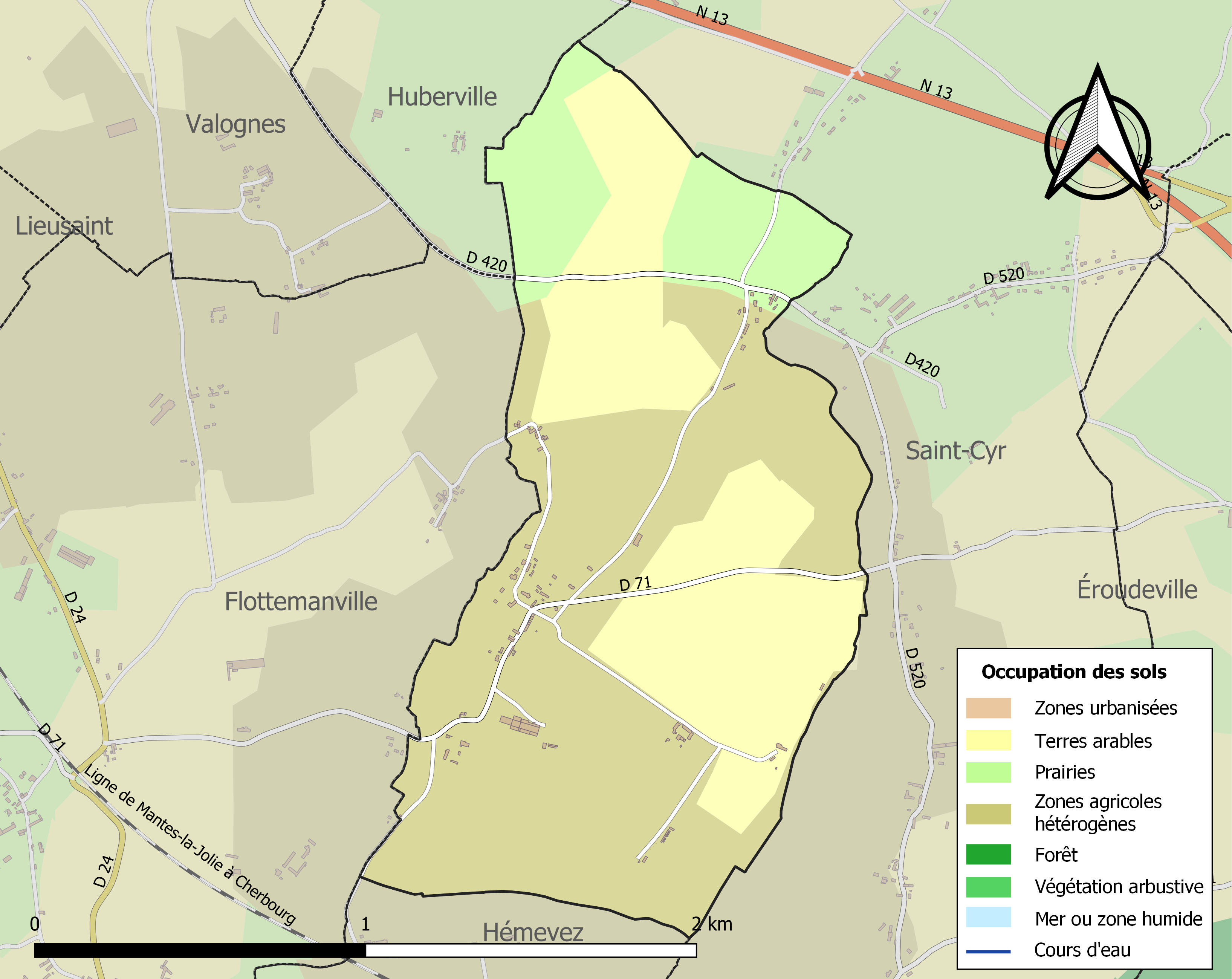
Carte des infrastructures et de l'occupation des sols de la commune en 2018 (CLC).

## Toponymie
Le nom de la localité est attesté sous les formes Soortoville et Sortovilla entre 1107 et 1109, Sorthoovilla vers 1150, Surtouville en 1421, Sorthoville en 1610.
Le gentilé est Sortosvillais.

## Histoire
La paroisse eut pour seigneur Charles-Claude de Bréauté (v. 1665-1711), chevalier, également seigneur de Saint-Cyr, gouverneur de Valognes et bailli de Cotentin de 1692 à 1700.
En 1648, Pierre de Sortosville était en possession de la baronnie de La Haye-du-Puits.

## Politique et administration
| Période                                  | Période  | Identité    | Étiquette | Qualité  |
| ---------------------------------------- | -------- | ----------- | --------- | -------- |
| 1981                                     | En cours | André Amiot |           | Retraité |
| Les données manquantes sont à compléter. |          |             |           |          |

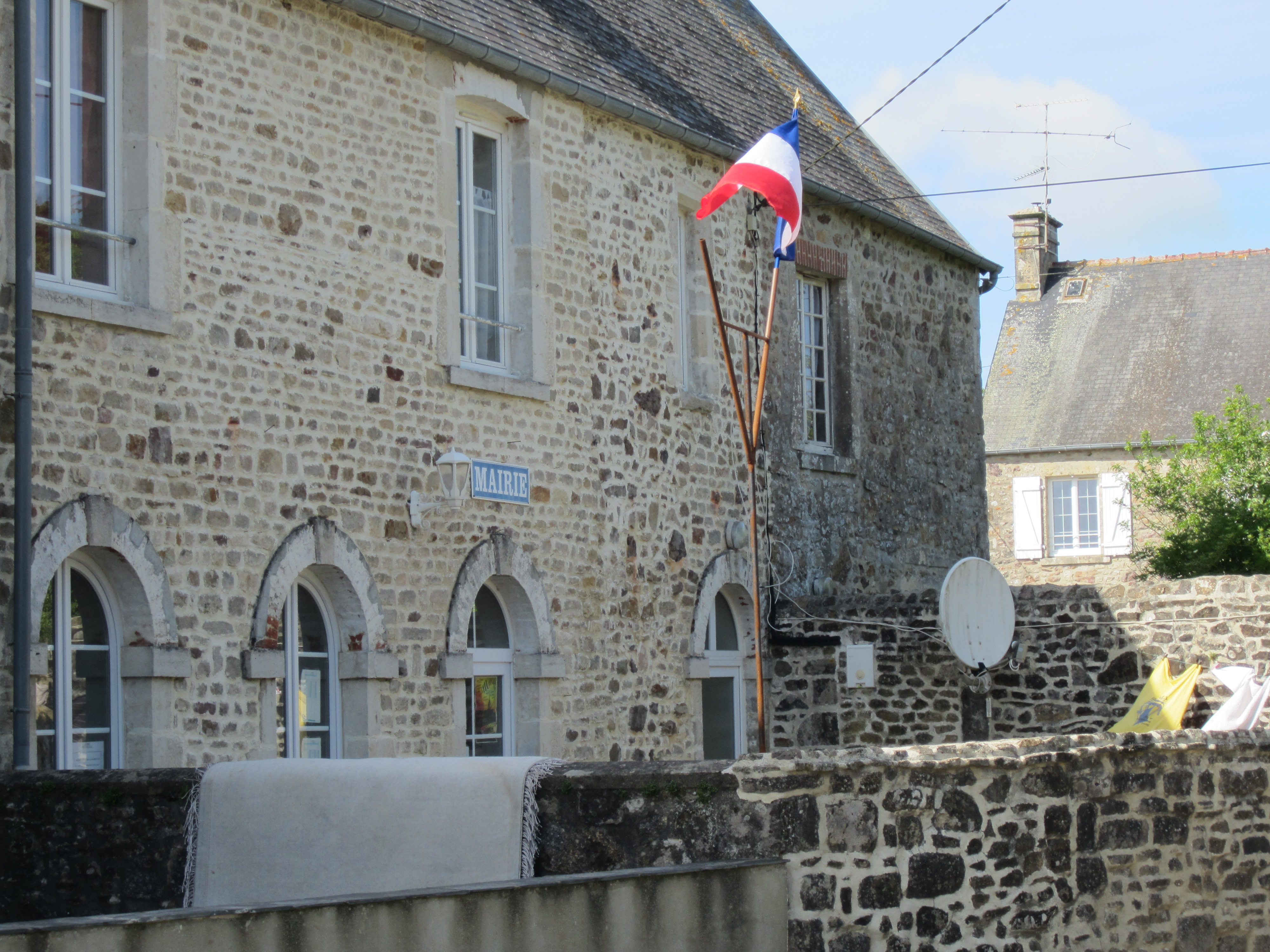
La mairie.

Le conseil municipal est composé de onze membres dont le maire et deux adjoints.

## Démographie
L'évolution du nombre d'habitants est connue à travers les recensements de la population effectués dans la commune depuis 1793. Pour les communes de moins de 10 000 habitants, une enquête de recensement portant sur toute la population est réalisée tous les cinq ans, les populations de référence des années intermédiaires étant quant à elles estimées par interpolation ou extrapolation. Pour la commune, le premier recensement exhaustif entrant dans le cadre du nouveau dispositif a été réalisé en 2008.
En 2022, la commune comptait 78 habitants, en évolution de −16,13 % par rapport à 2016 (Manche : −0,31 %, France hors Mayotte : +2,11 %).
Sortosville a compté jusqu'à 221 habitants en 1851.
| 1793 | 1800 | 1806 | 1821 | 1831 | 1836 | 1841 | 1846 | 1851 |
| ---- | ---- | ---- | ---- | ---- | ---- | ---- | ---- | ---- |
| 199  | 194  | 194  | 211  | 207  | 182  | 187  | 188  | 221  |

| 1856 | 1861 | 1866 | 1872 | 1876 | 1881 | 1886 | 1891 | 1896 |
| ---- | ---- | ---- | ---- | ---- | ---- | ---- | ---- | ---- |
| 208  | 181  | 184  | 182  | 184  | 172  | 140  | 138  | 122  |

| 1901 | 1906 | 1911 | 1921 | 1926 | 1931 | 1936 | 1946 | 1954 |
| ---- | ---- | ---- | ---- | ---- | ---- | ---- | ---- | ---- |
| 114  | 103  | 88   | 86   | 103  | 93   | 93   | 84   | 78   |

| 1962 | 1968 | 1975 | 1982 | 1990 | 1999 | 2006 | 2008 | 2013 |
| ---- | ---- | ---- | ---- | ---- | ---- | ---- | ---- | ---- |
| 82   | 77   | 63   | 63   | 69   | 72   | 84   | 87   | 97   |

| 2018 | 2022 | - | - | - | - | - | - | - |
| ---- | ---- | - | - | - | - | - | - | - |
| 82   | 78   | - | - | - | - | - | - | - |

## Économie
La commune se situe dans la zone géographique des appellations d'origine protégée (AOP) beurre d'Isigny et crème d'Isigny.

## Lieux et monuments
- Église Notre-Dame-de-l'Assomption des XIIe, XVIe – XVIIIe siècles inscrite au titre des monuments historiques par arrêté du 18 octobre 1971[28]. L'édifice, d'origine romane, très remanié, a toutefois conservé son plan d'origine. Il comporte quelques modillons de style roman, des fenêtres des transepts du XVe siècle et un intérieur gothique. Un bas-relief  sur la vie de saint Célerin du XIVe, les statuettes de saint Côme et saint Damien du XVe, les statues de sainte Catherine d'Alexandrie du XVe et de saint Laurent du XVIe ainsi qu'une chasuble du XVIIIe sont classés au titre objet aux monuments historiques[29]. L'édifice abrite également des armoires eucharistiques des XIVe et XVe, des fonts baptismaux du XVIe, une peinture murale du XVe, un retable du XVIIe, une Vierge à l'Enfant du XVe[30], une poutre de gloire en bois, une pierre tombale datée de 1620, et des plaques funéraires dont une du XVIIe et d'autres plus anciennes en lettres gothiques.

Au Moyen Âge, le patronage de l'église était alternativement aux abbayes de Saint-Sauveur-le-Vicomte et de Montebourg, donnant lieu à de nombreux procès.
- Croix de cimetière du XVIIe siècle, croix de Gotot du XVIIe siècle, croix de la Vieilloterie du XVIIe siècle, croix de la Roque du XVIIe siècle.
- If funéraire multiséculaire du cimetière.
- Manoir de Bretteville des XVIe – XVIIe siècles.
- Fermes-manoirs de la Vallée des XVIe – XVIIIe siècles et de Gotot des XVIe – XVIIe siècles.
- Ancien moulin du Coisel.

## Activité et manifestations
- La Sortosvillaise est une manifestation sportive sans compétition de VTT, de trail et de marche à pied qui se déroule le dernier dimanche d'avril[31].
- Fête patronale le 15 août.